# Pueraria montana
Pueraria montana es una especie de plantas de la familia Fabaceae. Se conocen por lo menos tres subespecies. Está estrechamente relacionada con otras especies del género Pueraria (P. edulis y P. phaseoloides) y se les da el nombre común de kudzu a esta especie y a los híbridos. Las diferencias morfológicas no son muy marcadas y pueden hibridarse. Parece que las introducidas en los Estados Unidos descienden de más de una especie.

## Descripción
Es una planta trepadora, que puede alcanzar gran altura donde encuentra superficies adecuadas como árboles, paredes, acantilados. También puede extenderse por el suelo cuando no tiene donde trepar. Es una planta perenne con raíces tuberosas y tallos como sogas de color marrón oscuro y recubiertos de vellos son de 20 a 65 pies de largo. Puede crecer hasta 20 metros por año y alcanzar una altura de 30 metros. 
Pueraria montana es originaria de Asia oriental, especialmente de regiones subtropicales y templadas de China, Japón, and y Corea, 
Tiene hojas trifoliadas (con tres folíolos). Cada folíolo es grande, ovalado, con dos o tres lóbulos y con el envés velloso. La especie puede fijar el nitrógeno atmosférico, y proveer hasta el  95% del nitrógeno de la hoja a la planta en suelos pobres.

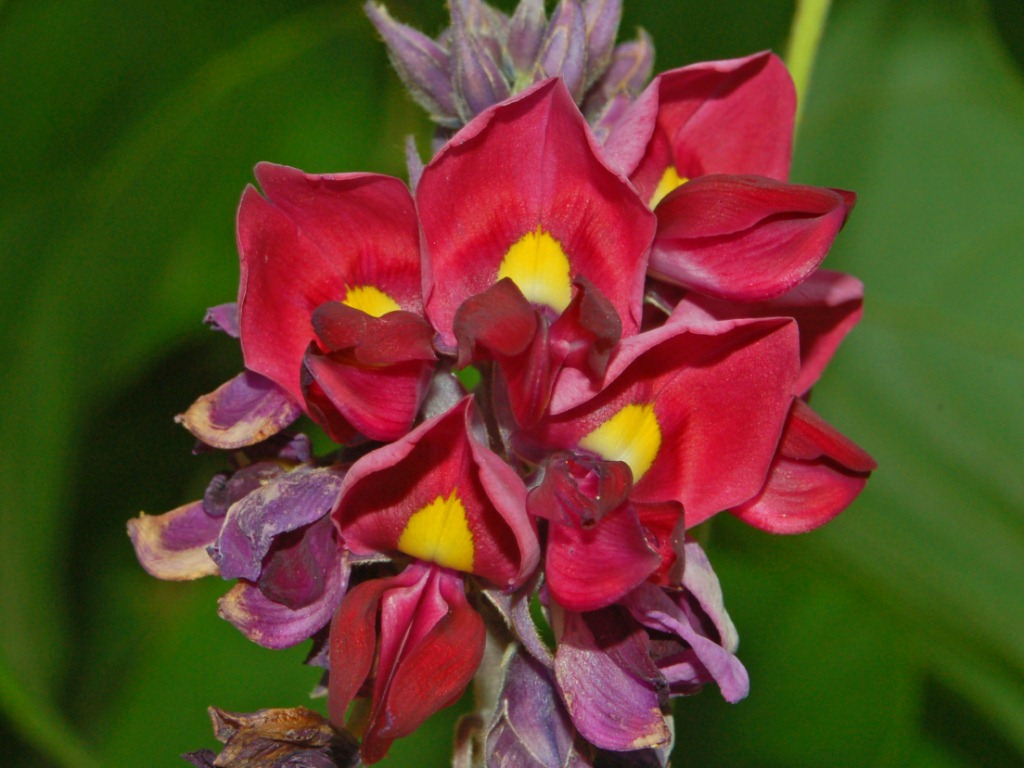
Flores de Pueraria montana var. lobata

Las flores son rojizas purpúreas y amarillas, fragantes, parecidas a las flores de arvejas. de 20 a 25 mm de ancho y emrgen del eje de la hoja en racimos alargados de alrededor de 20 cm de largo. El período de floración se extiende de julio a octubre en el hemisferio norte. El fruto es una vaina vellosa, aplanada de 8 cm de largo con tres semillas.
La forma principal de reproducción de kudzu es asexual, vegetativa, ayudado por su habilidad de echar raíces en cualquier terreno donde el suelo está expuesto. Para su reproducción sexual depende totalmente de polinizadores.

## Taxonomía
El epíteto latino montana se refiere a las montañas de donde proviene.

### Subespecies y variedades
- Pueraria montana var. chinensis (Ohwi) Sanjappa & Pradeep
- Pueraria montana var. lobata (Willd.) Sanjappa & Pradeep
- Pueraria montana var. thomsonii (Benth.) Wiersema ex D.B. Ward

## Especie invasiva

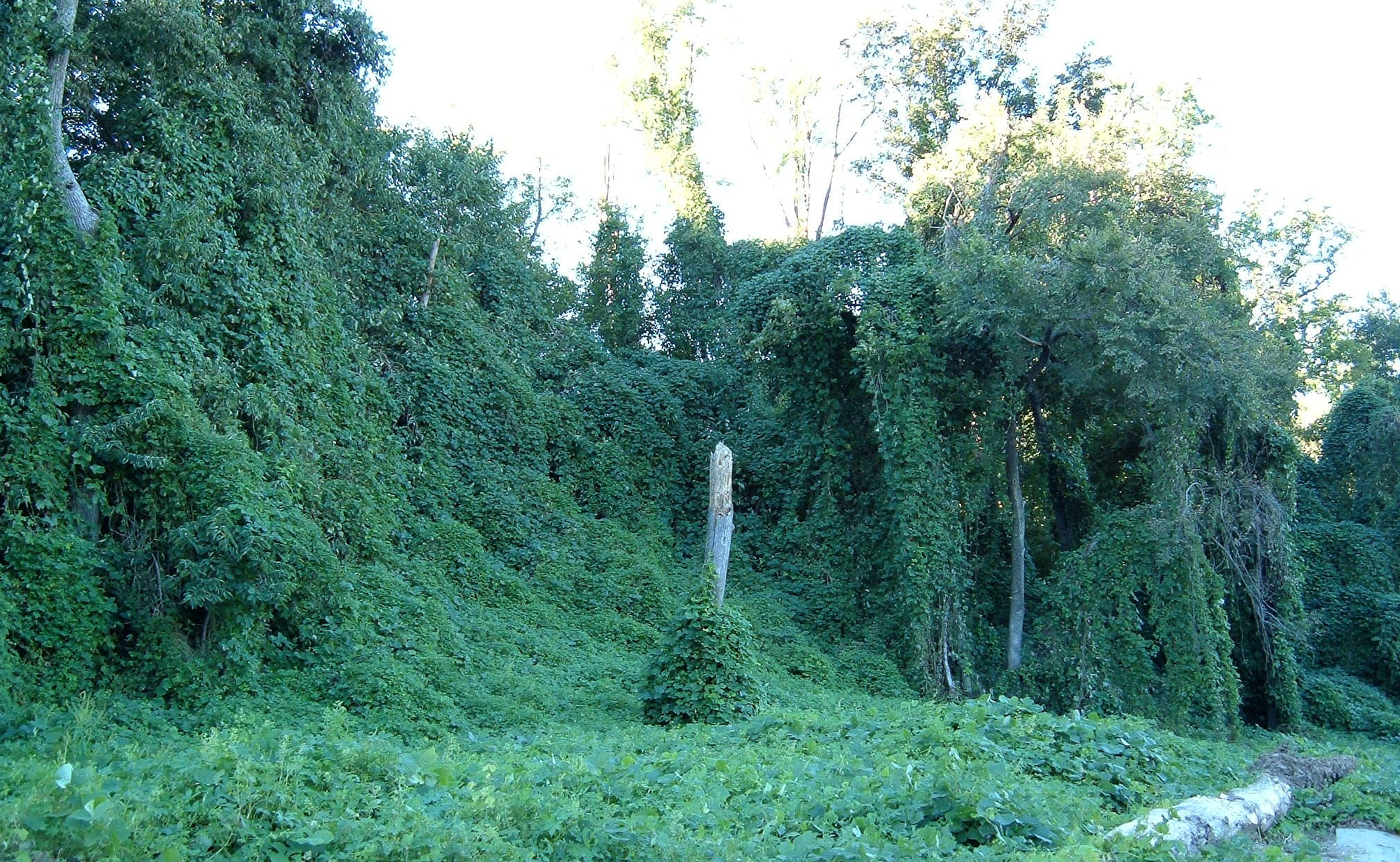
Pueraria montana (kudzu) creciendo por encima de árboles de un bosque

La distribución original de Pueraria montana es la India, Myanmar, Indochina, China, Corea, Japón, Tailandia, Malasia, islas del Pacífico y el norte de Australia. En su hábitat nativo, esta especies y otras estrechamente relacionadas ocurren an amplias regiones; las especies han divergido genéticamente debido a especiación alopátrica. Esta expansión se puede atribuir a similitudes entre los nichos nativos y los invadidos, haciendo posible una expansión de la distribución habitable a áreas con climas que serían intolerables de otra forma.
Al igual que otras especies exóticas, su introducción a otras regiones es por obra humana. Además las semillas son dispersadas por aves y otros animales. El kudzu es una planta adaptada a la sequía. Solo los tallos sobre el suelo sufren las heladas. Las raíces almacenan abundantes recursos, pueden llegar a más de un metro de profundidad y son raíces perennes.
Los requisitos ecológicos de la especie son hábitats templados y tropicales.
En Europa, Pueraria montana crece en varios lugares en las regiones templadas de Suiza y de Italia cerca de los lagos Maggiore y Lugano.
Durante la Segunda Guerra Mundial kudzu fue introducido a Vanuatu y Fiyi por el ejército de los Estados Unidos como camuflaje de materiales bélicos. Ahora se ha convertido en una mala hierba altamente problemática.
Pueraria montana también es un problema en Queensland, Australia.
En los Estados Unidos, Pueraria montana se encuentra ampliamente distribuido en los estados de la costa, desde el este de Texas hasta Florida, hacia el norte hasta Pensilvania, así como en  Arkansas, Kentucky, Misuri, Tennessee, Washington D. C. y West Virginia. Desde el 2004, Kudzu ha seguido avanzando hacia el norte a lo largo del río Ohio, llegando a Illinois, Indiana y Ohio.

## Efectos en biodiversidad
Debido a su naturaleza trepadora y agresiva a menudo da sombra y mata a la vegetación nativa, produciendo un monocultivo. A medida que se desparrama va arrasando todo a su paso reduciendo la biodiversidad local.